# 絕妙定理

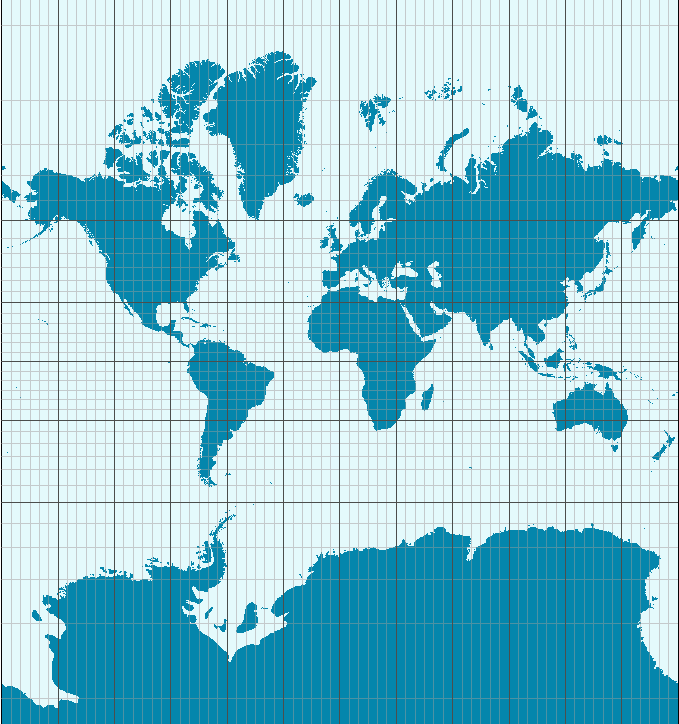
絕妙定理的一個結果，就是地球在地圖上展示時不可能無扭曲。這幅地圖用的麥卡托投影法，保持角度但不能保持面積。

絕妙定理（拉丁語：Theorema Egregium）是微分幾何中關於曲面的曲率的重要定理，由高斯發現。這定理說曲面的高斯曲率可以從曲面上的長度和角度的測量完全決定，無需理會曲面如何嵌入三維空間內。換言之，高斯曲率是曲面的內蘊不變量。用現代術語可表述為：
高斯曲率在局部等距變換下不變。
用现代几何语言来说：高斯曲率是规范不变量。

## 定理敍述
考慮在歐氏空間{\displaystyle \mathbb {R} ^{3}}中的曲面。兩點間的內蘊距離定義為在曲面上且連接兩點的曲線的長度的最大下界。（例如一個單位球上兩個對徑點的內蘊距離是π，而在歐氏空間內的距離是2。）連接兩點的長度最短的曲線稱為測地線。
兩個空間若彼此間有保持距離相同的雙射，則這兩個空間等距。若在空間中每一點都有鄰域，可在其上定義如此的雙射，則這兩個空間是局部等距。
曲面上的一點的高斯曲率有幾種定義：
- 穿過這點的測地線中最大和最小曲率的積，
- 在這點的無限小的鄰域，經高斯映射在單位球面上的像，和在曲面上的這鄰域的面積比。

在這些定義中，要算出高斯曲率，先要知道曲率如何嵌入到空間中。而一個曲面的不同嵌入，可得出局部等距的不同曲面。最簡單的例子是平面和圓柱體的側面：將一張攤成平面的紙捲起來包著圓柱體，就得出從平面到圓柱體側面的局部等距變換，因為這個變形不會改變紙上相近兩點的距離。
這條定理稱為絕妙定理，是因為高斯曲率的定義需靠曲面到空間的嵌入，而最終結果卻不依賴於嵌入。